# Lubostroń
Lubostroń – wieś w województwie kujawsko-pomorskim, w powiecie żnińskim, w gminie Łabiszyn.
W latach 1954–1959 wieś należała i była siedzibą władz gromady Lubostroń, po jej zniesieniu w gromadzie Łabiszyn. W latach 1975–1998 miejscowość administracyjnie należała do województwa bydgoskiego. Według Narodowego Spisu Powszechnego (III 2011 r.) liczyła 743 mieszkańców. Jest największą miejscowością gminy Łabiszyn.
Z Lubostronia pochodził Zygmunt Truszkowski ps. "Drogosław" – polski ksiądz rzymskokatolicki, podpułkownik Wojska Polskiego i Armii Krajowej, dziekan lwowskich kapelanów wojskowych w latach 1943-1944, proboszcz parafii św. Marii Magdaleny we Lwowie.

## Zabytki

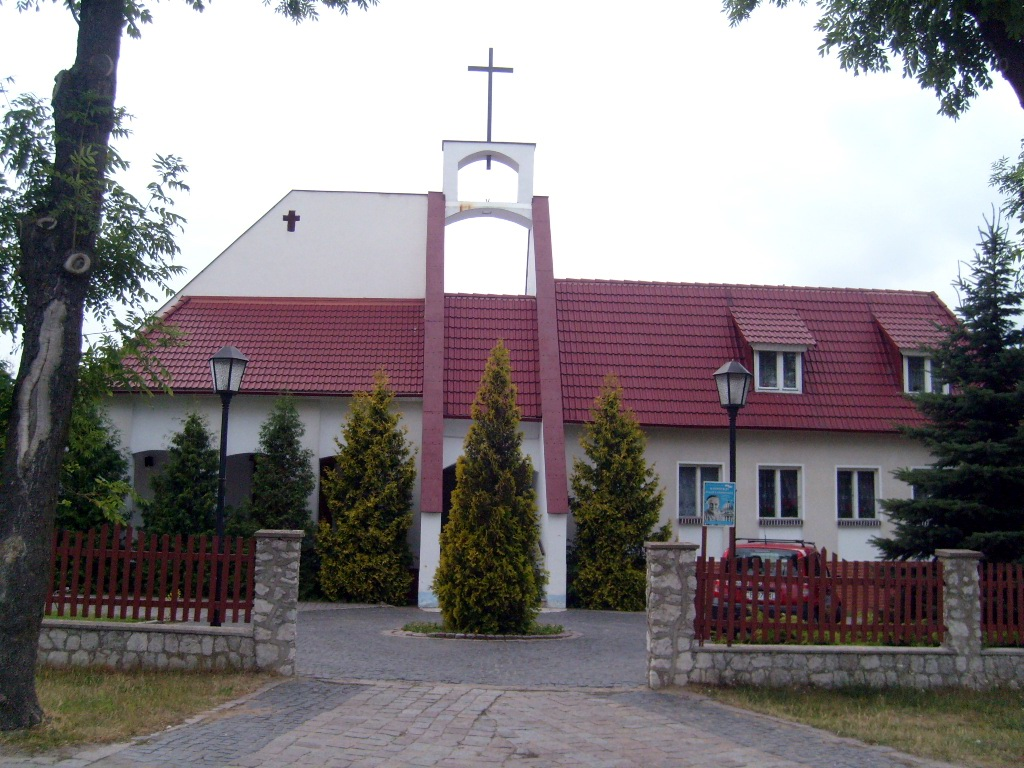
Kościół pw. św. Urszuli Ledóchowskiej

W Lubostroniu znajduje się zespół pałacowo-parkowy, w skład którego wchodzi klasycystyczny pałac wzniesiony w latach 1795–1800, oficyna z końca XVIII w., stajnia, wozownia pałacowa i budynki gospodarcze; całość otoczona jest parkiem krajobrazowym.

## Kościół parafialny
W miejscowości znajduje się kościół, który jest siedzibą parafii św. Urszuli Ledóchowskiej. W strukturze kościoła rzymskokatolickiego parafia należy do metropolii gnieźnieńskiej, archidiecezji gnieźnieńskiej, dekanatu barcińskiego.